# Carpetbagger

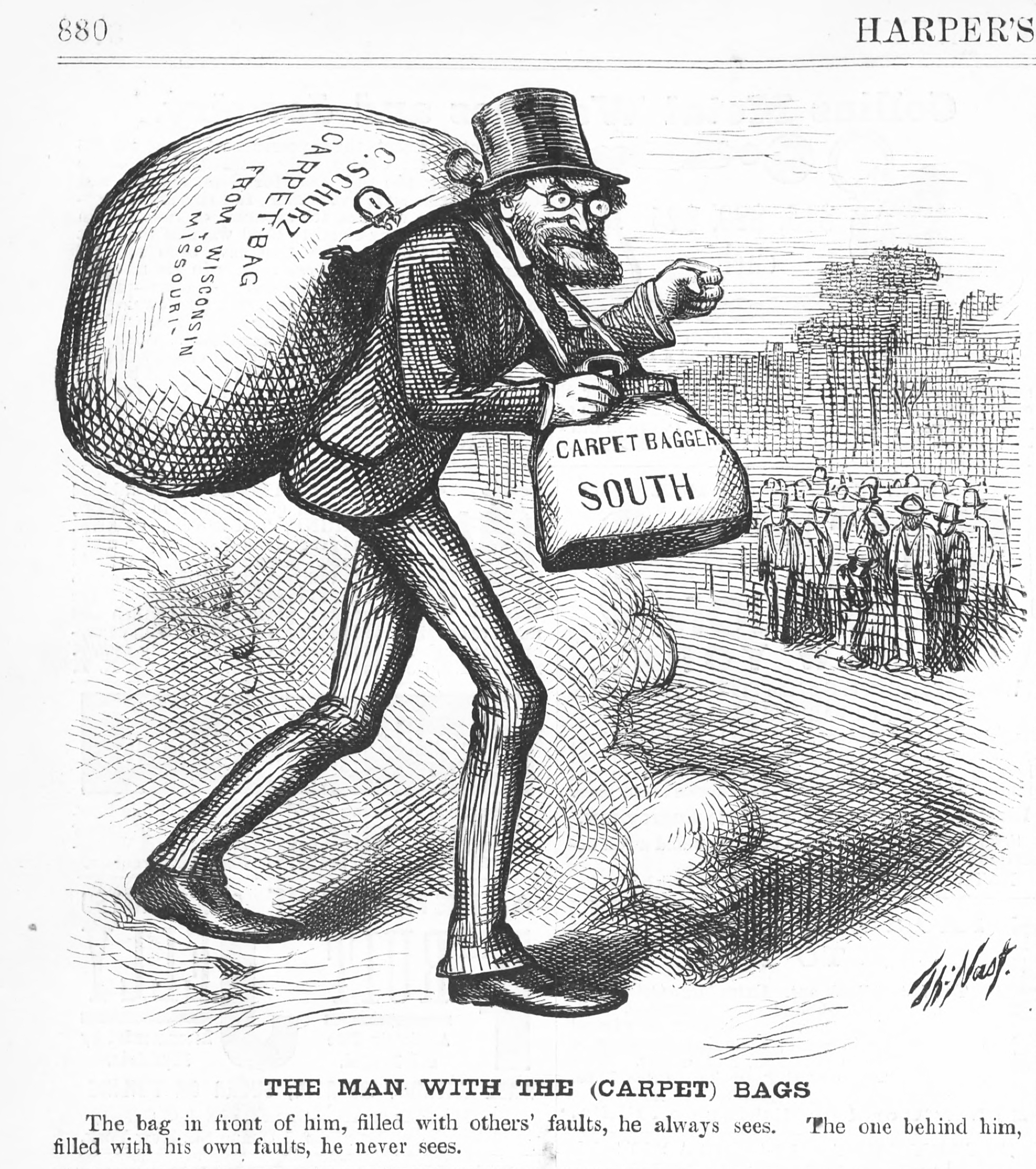
Karikatur zu Carl Schurz als Carpetbagger, Thomas Nast 1872

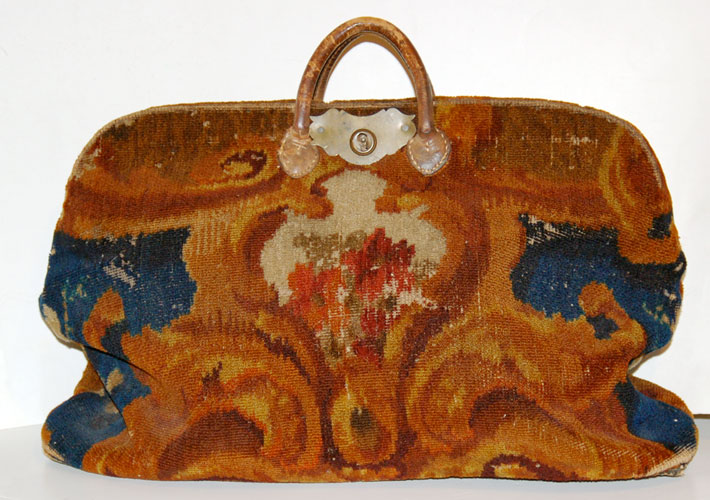
Teppichtasche (Carpetbag) um 1860

Carpetbagger (zu Deutsch Teppichtaschenträger) war ein abschätziger Ausdruck für Nordstaatler, die nach dem Sezessionskrieg in den unterlegenen Süden kamen, insbesondere während der als Reconstruction bezeichneten Periode der Wiedereingliederung der Südstaaten in die Vereinigten Staaten und der Abschaffung der hier zuvor legalen Sklaverei. Diese Periode war politisch stark durch den Einfluss der Zentralregierung in Washington und die dort führenden Vertreter des Nordens gekennzeichnet. Der Ausdruck bezieht sich auf Nordstaatler im Allgemeinen, steht aber vor allem im Zusammenhang mit einem verbreiteten Gefühl der politischen Bevormundung.
Viele Südstaatler warfen den Ankömmlingen niedere Beweggründe vor, nämlich sich als Profiteure der Niederlage an der Bevölkerung und Wirtschaft des Südens bereichern zu wollen. Die Bezeichnung verweist auf diesen Vorwurf, indem sie nahelegt, die Neuankömmlinge aus den Nordstaaten kämen mit nichts als einer geräumigen Tasche, um diese mit ergaunerten Reichtümern zu füllen. Eine freundlichere Deutung bezieht sich darauf, dass die Nordstaatler mit nichts als einer Reisetasche und ihrem Idealismus gekommen seien. Diese Taschen wurden damals aus teppichartigen Stoffen angefertigt und carpetbags (Teppichtaschen) genannt.
Da im Süden nach der Niederlage der Konföderation die alten Führungseliten entfernt wurden, gelang es tatsächlich vielen Glückssuchenden, mit dem Segen Washingtons Bürgermeister oder gar Gouverneur zu werden. Gleichzeitig rechtfertigten viele weiße Südstaatler sowie Anhänger der Demokratischen Partei und der White Supremacy etwa den rassistischen Terror des Ku-Klux-Klans mit dem Argument, dieser sei eine verständliche Reaktion auf die republikanische Südstaatenpolitik und die Carpetbaggers.
Südstaatler, die die Republikaner unterstützten, wurden hingegen als Scalawags bezeichnet. Der Ku-Klux-Klan, ein rassistischer, gewalttätiger Geheimbund in den Südstaaten, kämpfte gegen befreite Sklaven, Carpetbaggers und Scalawags.
Im heutigen Sprachgebrauch wertet der Ausdruck häufig einen Politiker ab, der in einen anderen Bundesstaat zieht, um seine Wahl- und Karrierechancen zu erhöhen.